# Myrioblephara albipunctata
Myrioblephara albipunctata là một loài bướm đêm trong họ Geometridae.